# Wilhelm Heß (Architekt)
Wilhelm Heß (* 1846 in Bayern; † 25. September 1916 in Klagenfurt) war ein österreichischer Architekt. Wilhelm Heß war ein bedeutender Vertreter der Wörthersee-Architektur und Direktor der Klagenfurter Bau- und Kunsthandwerkerschule.

## Leben
Wilhelm Heß stammte aus Süddeutschland und machte angeblich als etwa 14-jähriger Freiwilliger den Deutsch-Französischen Krieg von 1870/71 mit. Über sein Vorleben ist wenig bekannt.
Später ist er an der 1871 gegründeten gewerblichen Zeichen- und Modellierschule in Klagenfurt tätig. Als diese 1883 in eine gewerbliche Fortbildungsschule umgewandelt wurde, wird der etwa 37-jährige Architekt Heß deren Leiter. Unter ihm nahm das gewerbliche Fachschulwesen einen erfreulichen Aufschwung.
Ab 1889 nannte sich die Bildungsanstalt Staats-Handwerkerschule, ab dem Beginn des Schuljahres 1907/08 Bau- und Kunsthandwerkerschule. Heß war zu der Zeit noch immer der Direktor. Er unterrichtete die ganze Zeit auch selbst baugewerbliches Fachzeichnen und hatte daneben die Leitung der Werkstätten inne. 1911 kam es abermals zu einer Reform dieses Schultyps: die Bau- und Kunsthandwerkerschule übersiedelte nach Villach.
Da der Schuldirektor in jenem Jahr vermutlich 65 Jahre alt wurde, ging er wohl in Pension. Er gehörte auch längere Zeit dem Klagenfurter Gemeinderat an.

### Ehrungen
Für seine Verdienste waren ihm der Titel „Regierungsrat“ und schon früher das Ritterkreuz des Franz-Joseph-Ordens verliehen worden. Der Kärntner Industrie- und Gewerbeverein machte Heß zu seinem Ehrenmitglied.

### Familie
Wilhelm Heß war bereits Witwer, als er am 25. September 1916 in der Sariastraße in Klagenfurt starb. Die Beisetzung erfolgte nach evangelischem Ritus auf dem Kommunalfriedhof Annabichl. Seine Tochter Johanna hatte 1902 den Kärntner Bildhauer Jakob Wald geheiratet, der an der Handwerkerschule unterrichtete und schon 1903 starb.

Bauwerke
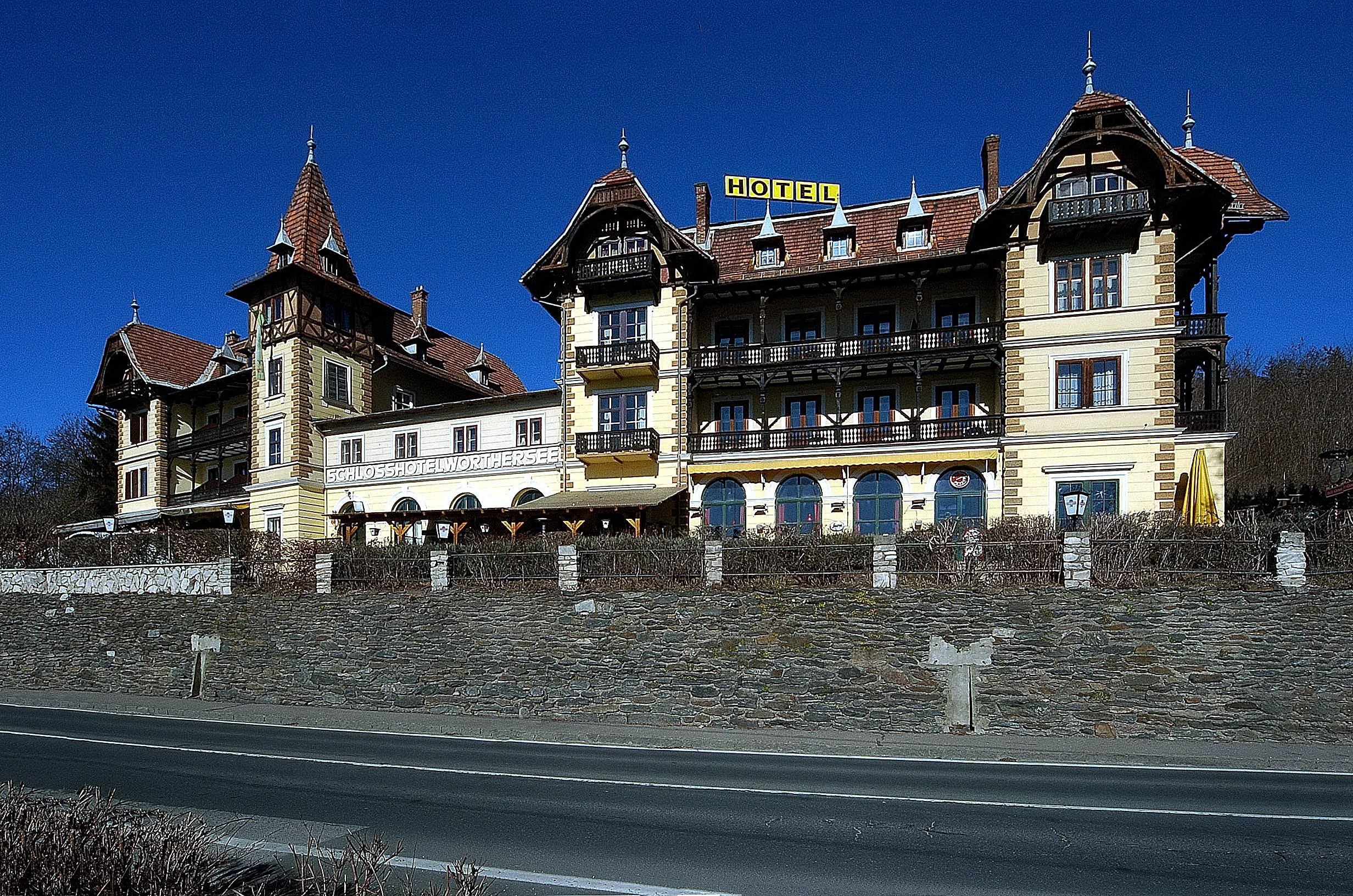
Hotel Wörthersee in Klagenfurt
Parkhotel in Pörtschach
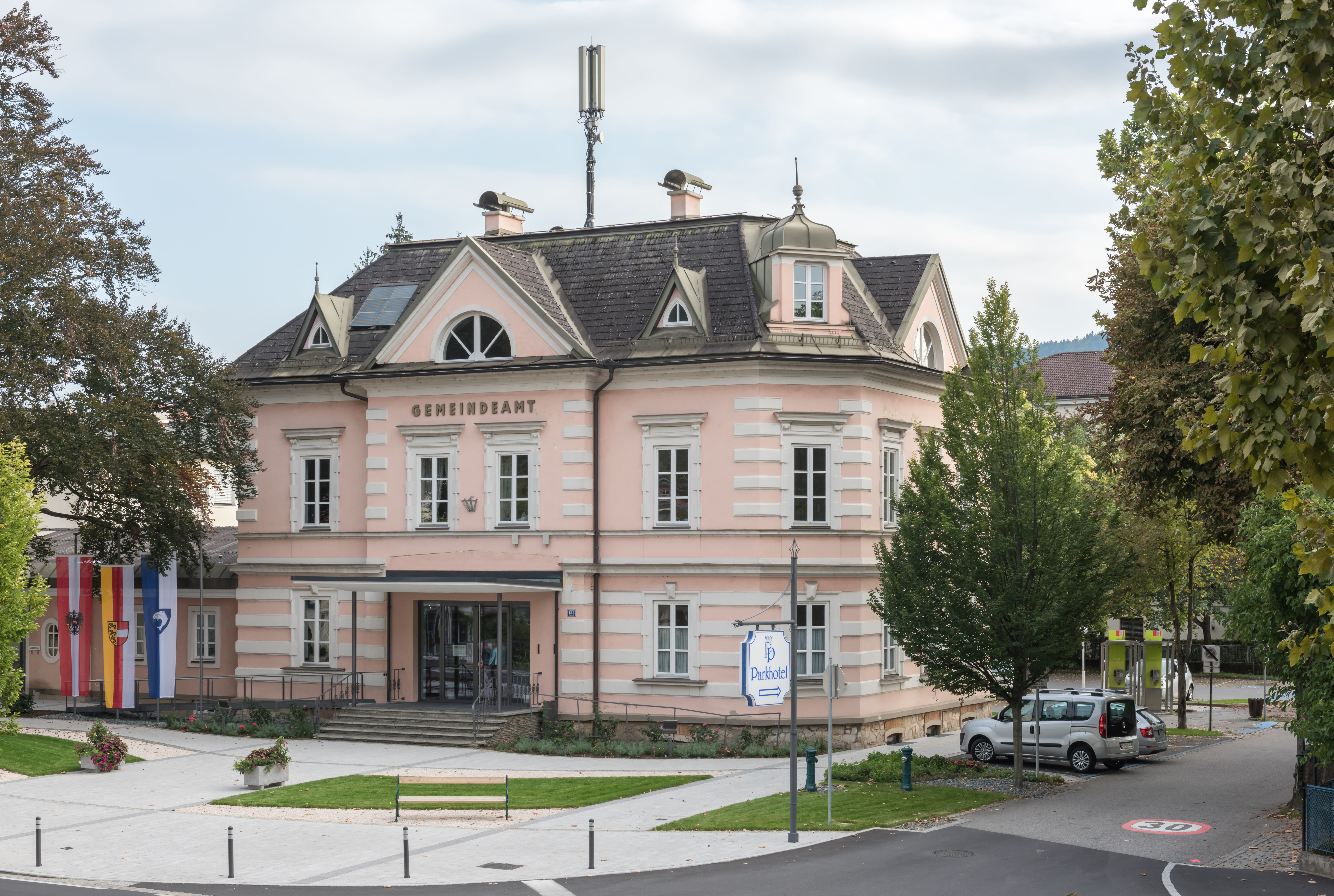
Gemeindeamt in Pörtschach
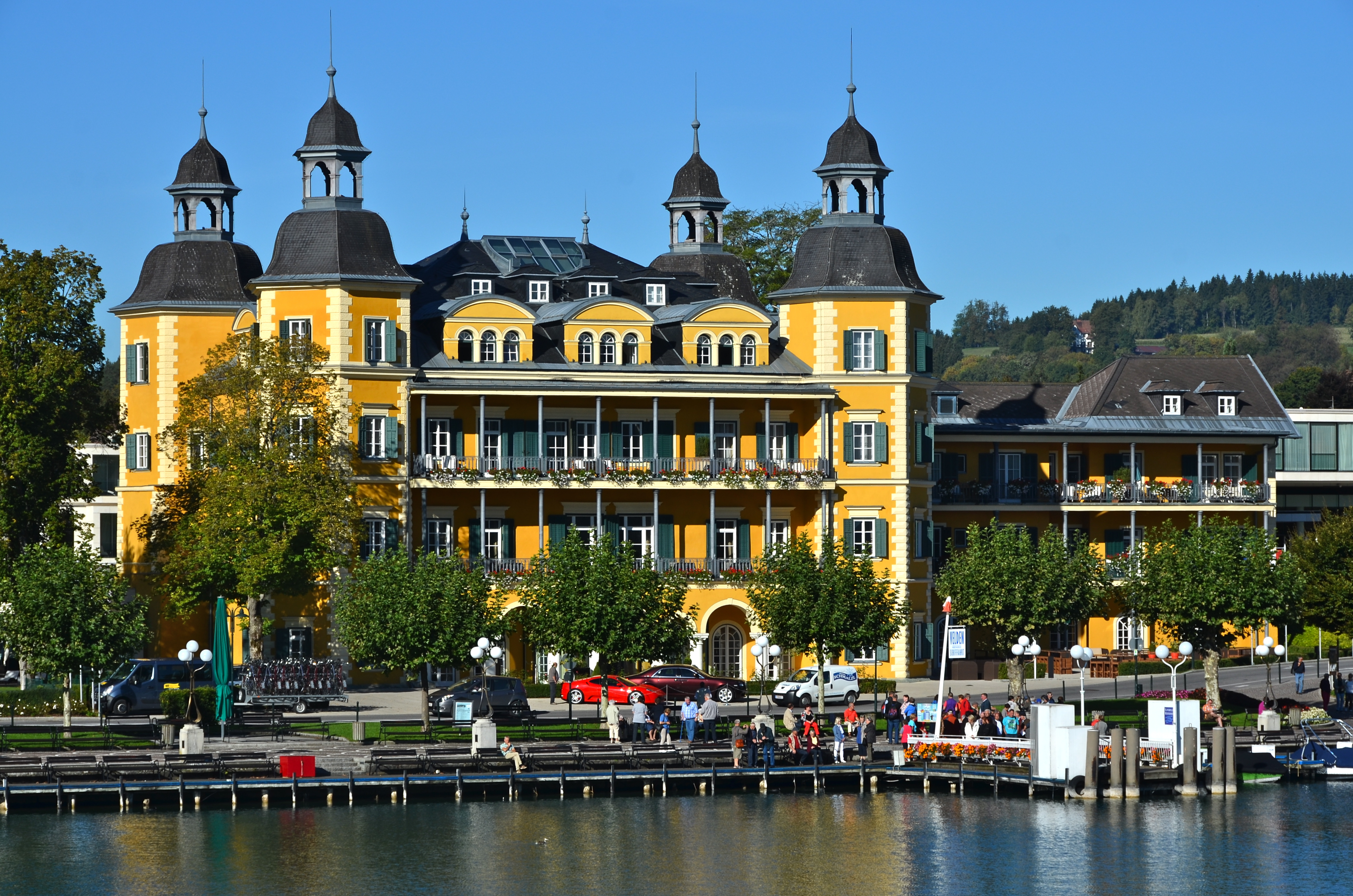
Schlosshotel Velden

### Bauten (Auswahl)
- Hotel Wörthersee (Klagenfurt, 1890–97), Beispiel früher Tourismusarchitektur mit regionalem Typus
- Parkhotel (Pörtschach, 1894)
- Gemeindeamt (Pörtschach, 1887)
- Kielboothütte und Veranden für das Hotel Wahliß (Pörtschach am Wörthersee, 1887(?)-1895)
- Schlosshotel Velden, Umbauten
- Warmbad Villach (1898–1900), diverse Neu-, Aus- und Umbauten.

Im Rahmen dieser Umgestaltung entstand auch in Warmbad Villach seine typische Türmchenwelt. Es gelang ihm ein einheitliches architektonisches Bild für den ganzen Kurbereich, in den auch ein neuer Kurpark einbezogen wurde.